# Pompa (album)
Pompa è il quarto album in studio del gruppo musicale italiano Squallor, pubblicato nel 1977.

## Descrizione
È l'album che porta definitivamente al successo il gruppo grazie a una maggior diffusione rispetto ai lavori precedenti, soprattutto grazie alle radio libere che cominciavano in quel periodo a diffondersi capillarmente in Italia. Il disco fu anche, sempre rispetto ai primi tre della band, oggetto di censura per il linguaggio ritenuto all'epoca triviale e anche - o soprattutto - per riferimenti più o meno velati a personaggi politici ed ecclesiastici.

### Pubblicazione
L'album è stato pubblicato dalla CGD nel 1977 in formato LP e musicassetta. È stato poi ristampato numerose volte in varie edizioni e formati nel corso degli anni. Nel 1989 viene ristampato per la prima volta in CD. Nel settembre 2020, in occasione del Record Store Day, l'album viene ristampato in picture disc, in vinile da 180gr. in tiratura limitata e numerata a 500 copie.
L'album è presente nella classifica dei 100 dischi italiani più belli di sempre secondo Rolling Stone Italia alla posizione numero 87.

### Brani
L'album si apre con Introdurso e Pompa, surreale presentazione di un concerto all'aperto trasmesso da "Radio Pompa", parodia delle stesse radio libere e delle classifiche musicali curate da improbabili disc jockey. Ancora una volta vengono citate le tribù di nativi americani, rappresentati dal grande capo "Sioux Piedeneroscorzevelluto", in classifica al terzo posto con un brano dal titolo che richiede circa un minuto e quaranta per essere enunciato.
La Scarognata prende invece di mira la sceneggiata in stile Mario Merola, dove un amante ridotto sul lastrico dalla sua donna la maledice, disseminando il lamento di parolacce dette con estrema naturalezza. Nottingam ruota intorno ad allusioni a sfondo para-omosessuale durante un viaggio in motoscafo fino a Cortina. I love my disco baby fa il verso al quasi omonimo successo di Donna Summer Love to love you baby, ove la popstar americana aveva inserito una serie di simulazioni di orgasmo. Per gli Squallor è stato ovviamente facile emularla, creando una base disco (comunque ritmicamente più veloce rispetto all'originale) e riproducendo gemiti e sospiri dettati da eccitazione sessuale in un brano dalla lunga durata, com'era tipico per diverse canzoni disco di allora. La voce "eccitata" è modificata mediante effetto sonoro per renderla più stridula e femminile.
Sfogo è una parodia del cantautorato italiano degli anni '70: un «lamento rock», dedicato a una piattola e cantato da Pace con Savio in controcanto, è intervallato dal pletorico commento di un forbito critico musicale, interpretato da Cerruti, che si arrampica sugli specchi per cercare di dare alla canzone una connotazione "culturale". Il finale del brano enumera dei "titoli di coda" simili a quelli cinematografici, e riferiti in modo esplicito a personaggi e fatti notori di quel periodo, in qualche caso legati a scandali. Vengono citati, tra gli altri, i politici Mario Tanassi e Luigi Gui «al trucco» (con chiaro riferimento allo Scandalo Lockheed) mentre «Lo spunto musicale è tratto da una fuga di Kappler», riferendosi in modo ferocemente ironico all'ufficiale nazista, condannato per l'eccidio delle Fosse Ardeatine e per il rastrellamento del ghetto di Roma, evaso in modo rocambolesco proprio quell'anno dal Celio. 
Berta ebbe più degli altri la maggior diffusione radiofonica. Narra di una serenata "urlata" fra un settentrionale spaccone ed una donna partenopea che - respingendone le avance - lo riempie di improperi di ogni genere, malgrado un disperato tentativo di lui di conquistarla dopo le sue rimostranze. La base musicale è la stessa del brano Vacca, presente nell'album precedente.
Unisex ha destato particolarmente l'attenzione dei censori: recitata sulla base di Fiesta di Raffaella Carrà, il protagonista è esplicitamente omosessuale e alla fine del brano, dopo aver circuito un uomo «bello e alto», si presenta come «cardinale Alfonso Fava». Con Famiglia cristiana inizia il ciclo di Pierpaolo, pestifero ragazzino che gira il mondo a spese del padre, da lui ricattato ferocemente. In questo esordio, la voce è ancora più stridula rispetto a quella che poi diventerà un vero marchio di fabbrica del gruppo; già impostato invece il cliché delle telefonate a lunga distanza, (con una base adeguata per il luogo dove egli si trova) dove il padre è costretto a umiliarsi di fronte al figlio, salvo poi sfogarsi una volta abbassata la cornetta, rivolgendosi alla moglie che non parla mai e che spesso riceve numerose offese indirette dal figlio degenere.
Chiude l'album Marcia dell'equo canone, un'allegra marcetta del filone delle telecronache impossibili con la voce di Cerruti che racconta di case più o meno assurde che sfilano nel paese di Zeppolone.

## Tracce
1. Introdurso/Pompa
2. La scarognata
3. Nottingam
4. I love my disco baby
5. Sfogo
6. Berta
7. Unisex
8. Famiglia cristiana
9. Marcia dell'equo canone